# City of Fremantle
City of Fremantle är en region i Australien.   Den ligger i delstaten Western Australia, i den västra delen av landet, 3 100 km väster om huvudstaden Canberra. Antalet invånare är 30 321.
Följande samhällen finns i City of Fremantle:
- Fremantle
- Hilton
- South Fremantle
- North Fremantle
- White Gum Valley
- Samson
- O'Connor